# Paardrijstand
Paardrijstand is een stand die in diverse Aziatische vechtkunsten gebruikt wordt. Het dankt zijn naam aan de overeenkomst met de houding die iemand aanneemt wanneer hij op een paard zit.

## Wushu/Kungfu

### Noordelijke stijlen

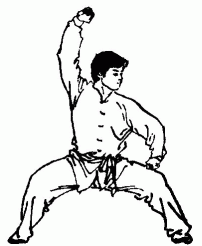
Mabu in noord-shaolin

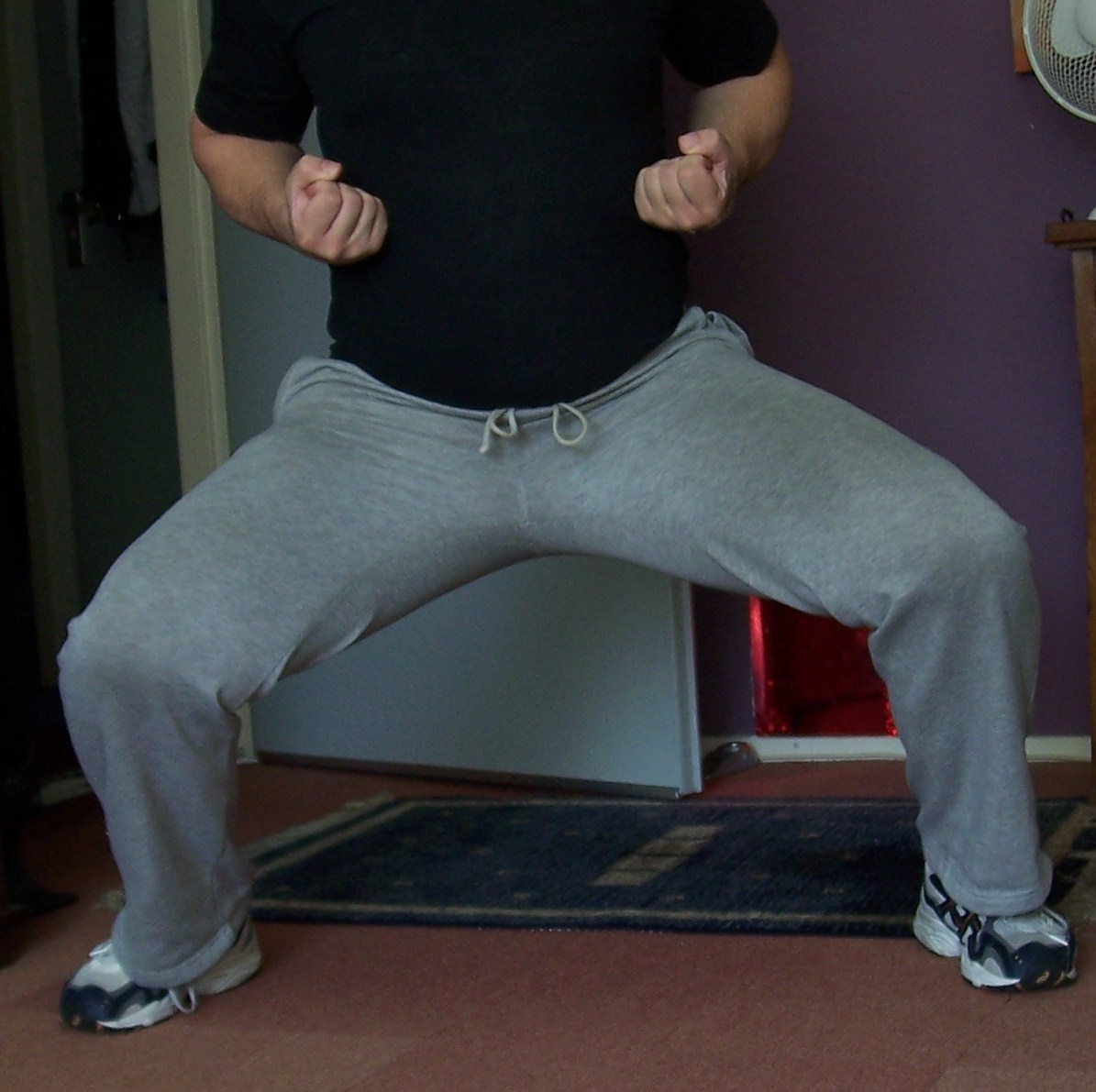
Sei Ping Ma

In moderne wushu wordt de stand mǎbù (馬步) genoemd. De voeten wijzen recht naar voren en de stand is meestal vrij diep, met het bovenbeen evenwijdig aan de grond. In stijlen zoals noord-shaolin, changquan en baijiquan staan de voeten meestal iets dichter bij elkaar dan in de zuidelijke stijlen en wordt het lichaam rechtop gehouden.

### Zuidelijke stijlen
In veel zuidelijke stijlen is de stand iets breder dan in de noordelijke stijlen en de stand van de voeten verschilt per stijl. Sommige stijlen, zoals hung ga maken gebruik van een diepe paardenstand, terwijl andere zoals wing chun de stand minder diep is.

#### Choy Li Fut
Bij de kungfustijl Choy Li Fut wordt de stand sei ping ma genoemd. Ook wel vierhoekige paardrijstand of horse stance genoemd. De Sei Ping Ma is een diepe stand en daardoor vierhoekig. Een hogere stand in dezelfde positie kan wel een horse stance genoemd worden, maar is geen Sei Ping Ma.
Het is de basisstand bij Choy Li Fut en men kan deze stand ook gebruiken om de beenspieren te trainen. De benen worden er sterker en harder van zodat men vormen en standen langer vol kan houden en de benen meer kunnen hebben, oftewel 'beter tegen een stootje kunnen'. (ook wel conditioneren genoemd) In deze stand kan men ook het bovenlichaam draaien om een techniek uit te voeren.
Men staat met de voeten naar voren in een redelijke wijde stand en draait de voeten een beetje naar buiten. Vervolgens zakt men door de knieën totdat de dijbenen bijna evenwijdig aan de grond zijn, waarbij de rug zo recht mogelijk gehouden wordt. De knieën duwt men iets naar buiten, net of men tussen twee zware objecten staat en deze uit elkaar probeert te duwen. De armen kunnen of in de zij gehouden worden of met de vuisten naast de zij gehouden worden.
Wordt deze stand juist en diep uitgevoerd dan is dit een goede training voor de benen. Een beginner houdt het vaak nog geen halve minuut vol. Iemand die wat meer ervaren is zou het minimaal 1 tot 2 minuten moeten kunnen. Er zijn mensen die deze stand wel een uur vol kunnen houden en al lopend (in de stand blijvend) dagelijkse dingen kunnen uitvoeren. Dit vergt zeer veel training en doorzettingsvermogen.

## Budo
In de Japanse vechtsporten wordt de stand kiba-dachi (騎馬立) genoemd. Ook hier verschilt de stand per stijl, maar een overeenkomst is dat de voeten evenwijdig staan. Deze stand verschilt van de stand die gebruikelijk is bij het sumo-worstelen, waarbij de voeten naar buiten gedraaid zijn.
Sommige karatestijlen gebruiken in plaats van kiba-dachi de shiko-dachi (四股立), waarbij de voeten 45 graden naar buiten gedraaid zijn.

## Taekwondo
Bij Taekwondo en andere Koreaanse vechtsporten heet deze stand annun sogi of jumchum sogi en wordt hij voornamelijk gebruik bij het trainen van stoten en in vormen.